# アクシオヘリックス
アクシオヘリックス株式会社（英: AXIOHELIX Co. Ltd.）は、沖縄県那覇市に本社を置き、ライフサイエンス・ヘルスケア領域で研究開発を行う日本の企業。

## 概要
創業以来、インドや社長の母国であるスリランカ企業との業務提携を通じて、オフショア開発と外国人エンジニア採用による「質」と「価格」を特徴とする。
近年も、次世代シーケンサー(NGS)データ解析サービスPictBioを通じて、研究者の支援を継続している。
IT領域では、WEBアプリケーション開発を行っており、研究開発型企業として、これらの分野のみにとどまらず、スマートハウス製品や途上国向け製品といった企画を生み出しており、ファブレス企業としても活動している。

## 沿革
- 2001年06月　埼玉県さいたま市に有限会社アクシオヘリックス設立
- 2001年07月　本社を東京都江東区に移転
- 2004年11月　本社を沖縄県那覇市に移転
- 2007年03月　株式会社に組織変更
- 2011年02月　資本金を1億9,215万円に増資

## 事業内容
- ライフサイエンス・ヘルスケア分野の研究開発および受託解析
- ITコンサルティング・ソフトウェア開発
- SE・バイオインフォマティシャン派遣（特定労働者派遣事業）
- スマートハウス製品の販売
- ドクターカーの輸出
- LED照明製品の販売

## 事業拠点
- 本社：沖縄県那覇市西2-16-3　屋島組本社ビル2階
- 東京支社：東京都千代田区神田泉町1-12-17　久保田ビル8階

## 受賞
- 日本醸造学会特別表彰（2007年9月4日）
麹菌ゲノム解析コンソーシアム（財団法人日本醸造協会、食品総合研究所、酒類総合研究所、産業技術総合研究所、東京大学、東京農工大学、東北大学、名古屋大学、天野エンザイム、インテック・ウェブ・アンド・ゲノム・インフォマティクス、大関、キッコーマン、協和発酵工業、月桂冠、ヒゲタ醤油）と製品評価技術基盤機構（NITE）との共同研究
- がんばる中小企業・小規模事業者300社（2015年3月27日）

## 報道
- 世界を駆ける！ニッポンの“医療技術．ガイアの夜明け. テレビ東京．2015年2月24日(月)
- スーダン初の日本企業が無医村地域に医療を届ける．COURRiER Japon（クーリエ・ジャポン）. 2014年9月号.
- 途上国で移動診療車．日本経済新聞，九州・沖縄．朝刊，2014-08-29